# Gourretia
Gourretia is een geslacht van kreeftachtigen uit de klasse van de Malacostraca (hogere kreeftachtigen).

## Soorten
- Gourretia aungtonyae Sakai, 2002
- Gourretia barracuda Le Loeuff & Intès, 1974
- Gourretia biffari Blanco-Rambla & Linero-Arana, 1994
- Gourretia coolibah Poore & Griffin, 1979
- Gourretia crosnieri Ngoc-Ho, 1991
- Gourretia denticulata (Lutze, 1937)
- Gourretia laevidactyla Liu & Liu, 2010
- Gourretia lahouensis Le Loeuff & Intès, 1974
- Gourretia laresi Blanco-Rambla & Linero-Arana, 1994
- Gourretia manihinae Sakai, 1984
- Gourretia nosybeensis Sakai, 2004
- Gourretia phuketensis Sakai, 2002
- Gourretia sinica Liu & Liu, 2010
- Gourretia zarenkovi (Sakai, 2010)